# 毛利元承
毛利 元承（もうり もとつぐ）は、長門国清末藩7代藩主。

## 生涯
天保4年（1833年）2月晦日、清末藩家の本家筋（清末藩第2代藩主毛利匡広（元平）の子孫）にあたる長門長府藩主・毛利元義の十一男として江戸で生まれる。第6代藩主・元世の2人の実子が早世したため、弘化元年（1844年）12月に養子となった。弘化2年（1845年）、元世の死去により跡を継ぐ。嘉永2年（1849年）7月11日に死去した。享年17。跡を養子の元純が継いだ。

## 系譜
- 父：毛利元義（1785-1843）
- 母：水野氏
- 養父：毛利元世（1796-1845）
- 正室：なし
- 養子
  - 男子：毛利元純（1832-1875） - 木下俊敦の四男